# NIMBUS–4
A Nimbus 4 (vagy Nimbus D) amerikai második generációs meteorológiai műhold.

## Küldetés
Feladata, második generációs meteorológiai műholdként méréseivel stabil adatszolgáltatást biztosítani a katonai felhasználáson túl a Nemzeti Óceán- és Légkörkutatási Hivatal (NOAA) részére.

## Jellemzői
Tervezte és építette a NASA. Társ műholdja a Topo–1 térképészeti műhold.
Megnevezései: NIMBUS–4; NIMBUS D; COSPAR:1970-025A . Kódszáma: 4362.
1970. április 8-án a Vandenberg légitámaszpontról az LC–2E (LC–Launch Complex) jelű indítóállványról egy Thor–Agena hordozórakétával állították alacsony Föld körüli pályára (LEO = Low-Earth Orbit). Az orbitális egység pályája 107,1 perces, 100,1 fokos hajlásszögű, elliptikus pálya perigeuma 1088 kilométer, az apogeuma 1099 kilométer volt.
Háromtengelyesen stabilizált műhold (plusz vagy mínusz 1 fok), Föld felé néző részének átmérője 1,5, a felette elhelyezett kúpos alakú tartószerkezet magassága 3 méter. Tömege 620 kilogramm. A fedélzetén elhelyezett széles látókörű kamerák felvételeit digitalizálták, tárolták, földi parancsra az adatokat a földi információs központba továbbította. A méréseket az elektromágneses spektrum különböző hullámhosszain, főleg látható és infravörös hullámhosszon végezte. A felhőkön és felhőrendszereken, a hőmérséklet változásokon, a viharok kialakulásán- és figyelemmel kísérésén, a páratartalom mérésén, a sugárzási tartományok ellenőrzésén kívül megfigyelték a városok fényszennyezéseit, környezetváltozásait, tüzeket, homok- és porviharokat, hó- és jégtakarót, óceáni áramlatokat és más környezeti folyamatokat.

### Szerkezete
1. parancsfogadó antenna,
2. Nap-kereső szenzor,
3. horizontkereső,
4. Nap-detektor, a napelemtáblák beállításához,
5. kettő napelemtábla,
6. műszeres egység,
7. APT-kamera,
8. S-sávú antenna,
9. közepes felbontású infravörös sugárzásmérő (MRIR),
10. VHF-kamera,
11. nagy felbontású infravörös sugárzásmérő, kétcsatornás, nagy felbontású sugárzásmérő (THIR),

1. szoláris ultraibolya sugárzást mérő monitorral (MUSE),
2. infravörös sugárzásmérők adatrögzítője,
3. adattovábbító antenna,
4. hőmérséklet-szabályozó zsaluk,
5. vázszerkezet,
6. helyzetszabályozó hideggázrakéta-fúvókák,

1971. április 14-től folyamatos technikai hibák léptek fel. 1980 . szeptember 30-án technikai okok miatt befejezte szolgálatát. A légkörbe történő belépésének ideje ismeretlen.